# Association sportive saint-louisienne
 (janvier 2016).
Si vous disposez d'ouvrages ou d'articles de référence ou si vous connaissez des sites web de qualité traitant du thème abordé ici, merci de compléter l'article en donnant les références utiles à sa vérifiabilité et en les liant à la section « Notes et références ».
Maillots
L'Association Sportive Saint Louisienne est un club réunionnais de football basé à Saint-Louis. C'est l'un des clubs les plus titrés de la Réunion.

## Histoire du Club
Créé en 1936, l'AS Saint Louisienne est l'un des principaux clubs de la ville Saint-Louis.
En 1994, La St Louisienne remporte sa première coupe régionale de France contre les Diables Rouges de l'US Possession, contre qui ils avaient échoué un an auparavant (1993).
Dans la continuité de cette victoire Saint Louis va affronter Épinal, club de National à l'époque, et est la première équipe réunionnaise à battre (3 à 1) une équipe métropolitaine sur ses terres, au stade de Melun.
Le tirage au sort désigne les Chamois niortais, club de Ligue 2, pour affronter cette équipe.
La Saint Louisienne remporte ce match et arrive en 32e de finale de Coupe de France pour la première fois de l'histoire d'une équipe locale. En 32e de finale, St Louis est opposé à l'AS Cannes, club de Ligue 1, et se fait sortir de la compétition.
En 1999, elle devient la première équipe réunionnaise à atteindre les phases de groupes de la Ligue des Champions de la CAF. Les verts finissent derniers avec 4 points.
En 2000, le tribunal de Saint-Denis prononce la liquidation judiciaire du club mais une solution alternative a été trouvée[précision nécessaire] afin d'éviter de mettre la clé sous la portes.
À la fin de la saison 2008, le club termine à l'avant dernière place du classement et se retrouve relégué en D2R. Mais en 2009, la Saint-Louisienne finit championne et retrouve la D1P en 2010, mais ils sans avoir le moindre match de la saison (2009).
La saison 2011 est ponctuée par une quatrième place en championnat, et une finale perdue en Coupe de la Réunion (1-0 contre la Saint-Pauloise FC). Qualifié pour la Coupe de la Confédération africaine de football en 2012, le président annonce que le club ne participera pas à cette compétition en raison de problèmes financiers. En 2012, les Saint-louisiens remportent le titre de champion de la Réunion pour la seizième fois et égalent le record de la JS Saint-Pierroise en championnat.
En mai 2021, la Saint-Louisienne est à nouveau placée en liquidation judiciaire par le Tribunal de Grande Instance de Saint-Pierre (Réunion). Le club a cumulé près de 300 000 € de dettes.Mais le 30 juin 2021, le club est finalement sauvé grâce au soutien de la municipalité de Saint-Louis d'une part mais surtout grâce aux habitants qui ont œuvré dans l'ombre en mettant en relation les anciens présidents du club avec la nouvelle équipe. Cette réunion va permettre de rendre le club plus pérenne afin de préparer la célébration de ses 90 ans en 2026. L'objectif est de préserver l'ADN caractéristique de ce club qui fédère la population locale autour d'une même entité. 2036 sera la prochaine date anniversaire historique qui marquera ses 100 ans d'existence.

## Palmarès
- Championnat de La Réunion (16)
  - Champion : 1958, 1963, 1964, 1965, 1966, 1967, 1968, 1969, 1970, 1982, 1988, 1997, 1998, 2001, 2002, 2012

- Champion D2R (1)
  - Champion : 2009

- Coupe de La Réunion (13)
  - Vainqueur : 1964, 1968, 1969, 1970, 1981, 1987, 1995, 1996, 1998, 1999, 2002, 2013
  - Finaliste : 1962, 1972, 1992, 2003, 2013,2021

- Coupe Régionale de France  (6)
  - Vainqueur : 1994, 1995, 1996, 1997, 2002, 2014

- Trophée des champions de la Réunion  (1)
  - Vainqueur : 2014

- Coupe des DOM (4)
  - Vainqueur : 1989, 1998, 1999, 2002

- Coupe des DOM.TOM  (2)
  - Vainqueur : 2000, 2003

- Ligue des champions de la CAF  (1)
  - Phases de groupes : 1999

- Coupe de la CAF  (2)
  - Demi-finaliste : 1997 et 2000

## Entraîneurs
- 1991-2002 :  Patrick Aussems
- 2021-2024 :  Pascal Buteau
- 2024-2024 :  Dominique Veilex
- 2024-En cours :  Salah Ali Bacar

## Joueurs emblématiques
- Thierry Gorée  France
- Eric Farro
- Ludovic Grondin  France
- Jimmy Cundassamy  Maurice
- John Elcaman  France
- Jean-Pierre Bade  France
- Willy Visnelda  France
- Rina Rasolosoa  Madagascar